# Julieta Orlando
Julieta Orlando (Buenos Aires, 22 de agosto de 1979) es una microbióloga y ecóloga de nacionalidad  argentina-chilena, reconocida por su investigación en microbiología ambiental y ecología microbiana, especialmente en la Antártica y las regiones subantárticas. Actual presidenta de la Sociedad de Microbiología de Chile (SOMICH)  y directora alterna del Instituto Milenio BASE

## Biografía
Nació en Buenos Aires, Argentina, y se trasladó a Chile en 2004 para realizar su doctorado en la Universidad de Chile, donde ha desarrollado una destacada carrera académica. En 1998, entró a estudiar microbiología a la Universidad Nacional de Río Cuarto en Argentina. Posteriormente obtuvo su Doctorado en Ciencias con mención en Microbiología (2008) en la Universidad de Chile.

## Carrera profesional
Actualmente, es profesora asociada en el Departamento de Ciencias Ecológicas de la Facultad de Ciencias de la misma institución, Directora Alterna del Instituto Milenio Biodiversidad de Ecosistemas Antárticos y Subantárticos (BASE) y presidenta de la Sociedad de Microbiología de Chile (SOMICH)

## Investigación
Su investigación cubre diversos temas dentro de la microbiología ambiental y la ecología microbiana, enfocándose principalmente en la diversidad de comunidades microbianas en diversos ambientes antárticos y subantárticos, en los factores bióticos y abióticos que las afectan, y en la determinación de ciertas actividades que realizan.
Además de sus estudios de microorganismos, dirige la coordinación de las campañas antárticas del Instituto Milenio Biodiversidad de Ecosistemas Antárticos y Subantárticos (BASE) para el muestreo y posterior estudio de organismos australes.
Ha participado en diversas campañas en terreno incluyendo regiones subantárticas (Región de Aysén, Región de Magallanes, Islas Malvinas) Antártica y el Ártico.
- ECA48 (2012): Base Cabo Shirreff.
- ECA49 (2013): Isla Ardley, Península Byers, Isla Decepción.
- ECA55 (2019): Isla Robert, Isla Decepción, Isla Paulet, Base Yelcho, Base O’Higgins, Isla Ardley, Base Almirantazgo, Isla Kopaitic.
- ECA56 (2020): Isla Livingston, Isla Greenwich, Isla Penguin, Isla Robert, Base Esperanza, Isla  D'Hainaut, Isla Decepción.
- ECA58 (2022): Isla Avian, Isla Lagotellerie, Peninsula Biscoe, George Point, Base Prat.
- PONANT (2022): Mar de Weddell.
- PONANT (2024): Polo Norte.

Actualmente, lidera el proyecto FONDECYT Regular 2024 (N° 1241787) que investiga el impacto de los microplásticos en los suelos de las colonias de pingüinos en la Antártica. Junto a la Doctora Léa Cabrol, su investigación busca determinar si los microorganismos presentes en estos suelos impactados por pingüinos poseen capacidades para biodegradar microplásticos, que podría verse afectada por los hábitos de las distintas especies de pingüinos.

## Publicaciones científicas
Nota: Esta es una lista de los trabajos científicos más citados de la investigadora; para revisar el listado completo, revise el perfil de la investigadora en Google Scholar
1. Biocontrol of Bacillus subtilis against Fusarium verticillioides in vitro and at the maize root level
2. Rhizosphere microbial community structure at different maize plant growth stages and root locations
3. Bacterial diversity and occurrence of ammonia-oxidizing bacteria in the Atacama Desert soil during a “desert bloom” event